# Sarcophoma endogenospora
Sarcophoma endogenospora är en svampart som beskrevs av Höhn. 1916. Sarcophoma endogenospora ingår i släktet Sarcophoma och familjen Dothioraceae.   Inga underarter finns listade i Catalogue of Life.